# شک‌نیوز
شَک‌نیوز (به انگلیسی: Shacknews) یک وبگاه است که اخبار، ویژگی‌ها، محتوای سرمقاله و انجمن‌های مربوط به بازی کامپیوتری و بازی‌های کنسول را ارائه می‌دهد. در حال حاضر متعلق به شبکه محتوای Gamerhub است. صاحبان قبلی، استیو گیبسون و مارتن گلدشتاین، پس از یک دهه سایت را به Gamefly فروختند. شبکه محتوای Gamerhub این سایت را در ژانویه ۲۰۱۴ خریداری کرد.

## تاریخچه
شک‌نیوز در سال ۱۹۹۶ توسط Steve "sCary" Gibson، که در آن زمان ۲۰ ساله بود، به عنوان یک وب سایت اختصاصی اخبار بازی لرزش تأسیس شد، نام اصلی وب سایت «Quakeholio» بود. در طول سال‌های بعد، این وب سایت برای پوشش دادن موارد فراتر از بازی لرزش، تغییر نام داد. نام «Shugashack» بعد از بحث برای صفحه و محتوا انتخاب شد. پس از چند سال اشتباه مکرر املایی مکرر و تفسیر به عنوان یک وب سایت پورنوگرافی، سایت به «شک‌نیوز» تغییر نام داد.
FileShack.com، سایتی اختصاص داده شده برای ارائه دموی بازی‌ها، وصله‌ها، فیلم‌ها و پرونده‌های متفرقه مربوط به بازی برای کاربران شک‌نیوز و دیگران، در اوت ۲۰۰۲ راه اندازی شد.
در ۳ فوریه ۲۰۰۹، شک‌نیوز و همه مقاصد مرتبط توسط GameFly.com خریداری شدند.
در ژانویه ۲۰۱۴، شک‌نیوز توسط شبکه محتوای Gamerhub خریداری شد و سایت خواهر Fileshack تعطیل شد. آصف خان، تحلیلگر مالی، در اواخر سال ۲۰۱۳ بخشی از این سایت را از Gamefly خرید و مدیرعامل سایت شد. آصف خان معتقد بود تغییراتی که Gamefly پس از سال ۲۰۰۹ ایجاد کرد، باعث از بین رفتن شهرت دیرینه این سایت شده و از این طریق بیننده خود را به وب سایت‌های دیگر بازی‌های ویدیویی از دست داده و او می‌خواست سایت را به همان مکان قبلی برگرداند.

## سیستم نظرات
سیستم نظرات شک‌نیوز در قلب جامعه کاربران سایت قرار دارد. سه حالت برای سیستم نظردهی وجود دارد. هر سیستم نظر به کاربران شک‌نیوز اجازه می‌دهد تا در هر مقاله خبری، گالری تصاویر یا پست چت و تفریحی نظرات خود را اضافه کنند. سیستم نظر توسط گروهی از داوطلبان، معروف به «Shackmods»، تحت هدایت مدیر Jeff "Geedeck" Gondek اداره می‌شود.

### funk.y

سیستم نظر دهی funk.y

funk.y اولین سیستم نظر بود که توسط اندی هانسون ساخته شد و در سایت استفاده شد. نظرات را می‌توان در حالت تخت یا حالت رشته‌ای بسته به گزینه‌های کاربر مشاهده کرد. در صورت مغایرت با رهنمودها، نظرات می‌تواند توسط مجریان برچسب گذاری شود و «هسته ای» نشود. یک اظهار نظر هسته ای با کلمه «* N U K E D *»جایگزین می‌شود و نام مدیر اصلی مقاله به نام Duke Nuked جایگزین می‌شود.

### ja.zz

سیستم نظر دهی ja.zz

دومین نسخه اصلی سیستم نظرات شک‌نیوز، به نام ja.zz، تا ژوئن ۲۰۰۷ استفاده می‌شد. پست‌ها را می‌توان به یکی از دسته‌ها تعدیل کرد، که به کاربران اجازه می‌دهد تا دسته‌هایی را که دیده می‌شود را فیلتر کنند. نظرات را می‌توان از چند طریق، حالت تخت، موضوعی یا dthread (موضوع پویا) مشاهده کرد که پیشرفته‌ترین بود و به سرعت به محبوب‌ترین حالت نمایش نظرات برای کاربران تبدیل شد.

### laryn.x
آخرین نسخه سیستم نظرات شک‌نیوز در ۱۸ ژوئن ۲۰۰۷ منتشر شد. گفته می‌شود که این سیستم ترکیبی از پی‌اچ‌پی و مای‌اس‌کیوال است که در وب‌سرور آپاچی اجرا می‌شود. این سیستم جدید با نام «Laryn.x» شناخته می‌شود.